# Cadillac Records
Cadillac Records ist ein US-amerikanischer Musikfilm aus dem Jahr 2008.

## Handlung
Leonard Chess ist der Sohn jüdischer Einwanderer aus Polen und lebt mit seiner jungen Frau Revetta in Chicago. Der Mann aus ärmlichen Verhältnissen träumt von einer Familie in finanzieller Sicherheit und einem Cadillac. Er eröffnet zunächst einen Club für afroamerikanische Bluesmusiker. Dort tritt Muddy Waters mit seiner Band auf. Leonard gründet 1947 das Blues-Label Chess Records und nimmt Muddy Waters als ersten Künstler unter Vertrag. Sie nehmen einen ersten Song auf und fahren mit dieser Schallplatte nach Mississippi, der Heimat von Muddy Waters. Dort erreicht Leonard, dass der Song im Radio gespielt wird. Sie haben einen ersten Hit und Leonard schenkt Muddy Waters seinen ersten Cadillac. Dies wird zur Tradition: jeder Künstler mit Erfolg bei Chess Records erhält einen Cadillac. Zurück in Chicago richtet Leonard Chess mit seinem Bruder Phil ein neues Studio ein und nimmt weitere Künstler wie den Mundharmonikaspieler Little Walter unter seine Fittiche. Das Label produziert Hit auf Hit. Schließlich entdecken sie mit Chuck Berry den Bluesstar, der mit seinem Musikstil auch die weißen Jugendlichen landesweit erreicht. Nun fehlt nur noch ein weiblicher Star. Mit der jungen Etta James finden sie eine Stimme, die auf Leonard jedoch nicht nur eine künstlerische Ausstrahlung hat, sondern die ihn auch privat interessiert. Auch Etta fühlt sich zu Leonard hingezogen, weiß jedoch, dass er nie ihr Lebenspartner sein wird. Leonard verlässt schließlich seine Firma. Er steigt in seinen Cadillac, sieht ein letztes Mal sein Firmenzeichen im Rückspiegel und stirbt an der nächsten Abbiegung an einem Herzinfarkt. Leonard Chess ist tot, doch die Geschichte der Bluesstars von Chess Records geht weiter. Muddy Waters fliegt nach London und seine Weltkarriere beginnt.

## Hintergründe
Die Handlung von Cadillac Records beruht grob auf der wahren Geschichte des von Leonard Chess und seinem Bruder Philip betriebenen Platten-Label Chess Records, das als eines der bedeutendsten Labels für Blues und andere Spielarten der Black Music gilt. Mit Chess Records sind die Karrieren von Chuck Berry, Muddy Waters, Howlin’ Wolf, Willie Dixon und anderen Musikern untrennbar verbunden.

## Kritiken

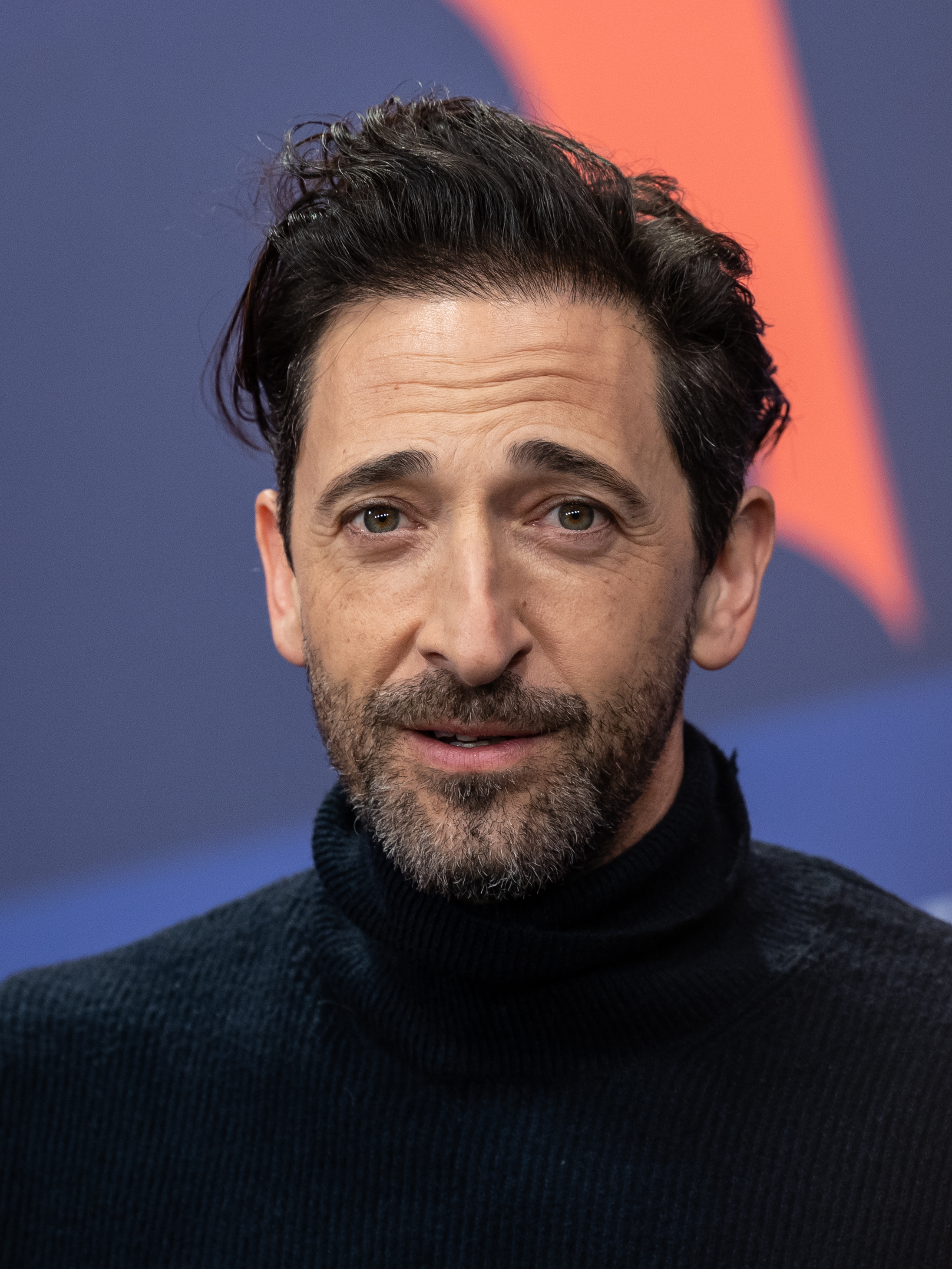
Adrien Brody spielt Leonard Chess

Josef Schnelle schrieb in der Berliner Zeitung, der Film wirke wie eine Verfilmung der Rock and Roll Hall of Fame in Cleveland. Er befindet, dass Regisseurin Darnell Martin sich jedoch wenig Mühe mit dem Zeitgeist der 1950er Jahre und dem politischen Umfeld gegeben habe.
Laut Sebastian Handke im Tagesspiegel sei der Film einer der besten Musikfilme seit langem und Beyoncé zeige mit ihrer bewegenden Darstellung, dass sie fürs Kino mehr sein könne als nur Gesicht und Stimme.

## Auszeichnungen
Der Song Once in a Lifetime von Beyoncé Knowles erhielt 2009 eine Nominierung für einen Golden Globe Award in der Kategorie Bester Song. Der Film wurde außerdem 2008 mit einem Black Reel Award als bester afroamerikanischer Film ausgezeichnet. Die Schauspieler wurden mit dem Ensemblepreis ausgezeichnet und Jeffrey Wright als bester Nebendarsteller.